# Loscos
Loscos település Spanyolországban, Teruel tartományban. Loscos Fonfría, Teruel, Bea, Cucalón, Bádenas, Santa Cruz de Nogueras, Nogueras, Villar de los Navarros, Moyuela, Plenas, Monforte de Moyuela és Huesa del Común községekkel határos. Lakosainak száma 112 fő (2024).

## Népesség
A település népessége az utóbbi években az alábbiak szerint változott:
| Lakosok száma | 200  | 184  | 190  | 176  | 175  | 154  | 139  | 122  | 118  | 112  |
|               | 2001 | 2004 | 2007 | 2009 | 2012 | 2014 | 2017 | 2019 | 2022 | 2024 |